# Bandlkramer

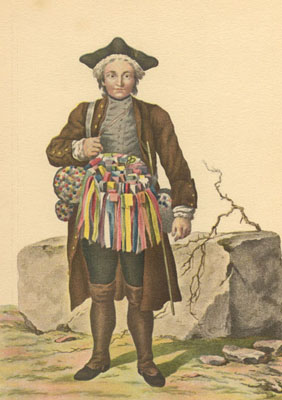
Bandlkramer in C. Brand: „Zeichnungen nach dem gemeinen Volke besonders der Kaufruf in Wien“ 1775.

Als Bandlkramer (öst. Bandl „Bändchen“; Kramer „Krämer, Händler“) bezeichnete man im österreichischen Raum einen Hausierer, der vor allem Kurzwaren verkaufte, darunter textile „Bänder“. Auch Produkte wie  Hinterglasbilder, Töpferwaren, Siebe, Körbe wurden von den Bandlkramern auf ihrer „Buglkraxen“ von Haus zu Haus ziehend angeboten. Der Bandlkramer hatte auch die Funktion der Verbreitung von Neuigkeiten, Nachrichten, Informationen. Sie waren ein Berufszweig unter vielen innerhalb der migrierenden Bevölkerung am Rande der Mehrheitsgesellschaft, die auf Noterwerbsweisen (Kleinsthandel, Flickhandwerk, Bettel) angewiesen war, um ihre Existenz zu sichern. Im romantisierenden Blick von Angehörigen der Mehrheitsbevölkerung gehörten sie zum „fahrenden Volk“ der Korbmacher, Kesselflicker, Taschenspieler oder Musikanten. Die ökonomische Funktion der „Bandlkramer“ und ähnlicher Kleingewerbeinhaber ist inzwischen weitgehend entfallen. Ein Restbestand lässt sich auf heutigen Flohmärkten beobachten. Jenische Wander- und Markt-Händler führen solche traditionellen Gewerbe bis heute weiter.
Der allgemeine Sprachgebrauch übertrug den Gruppennamen von den Händlern auf die Hersteller der Bänder. Da eine große Zahl der Betriebe im Raum Groß-Siegharts im Waldviertel lag, wurde diese Gegend als Bandlkramerlandl bezeichnet. Auch in Wien wurde ein Teil des 7. Bezirks Neubau als Bandlkramerviertel bezeichnet, weil dort Kurzwaren erzeugt wurden. Auch Straßennamen zeugen noch davon, beispielsweise die Bandgasse oder die Seidengasse.
Nicht zu verwechseln mit dem Bandlkramer ist der phonetisch ähnliche Boandlkramer.